# Munizione tracciante

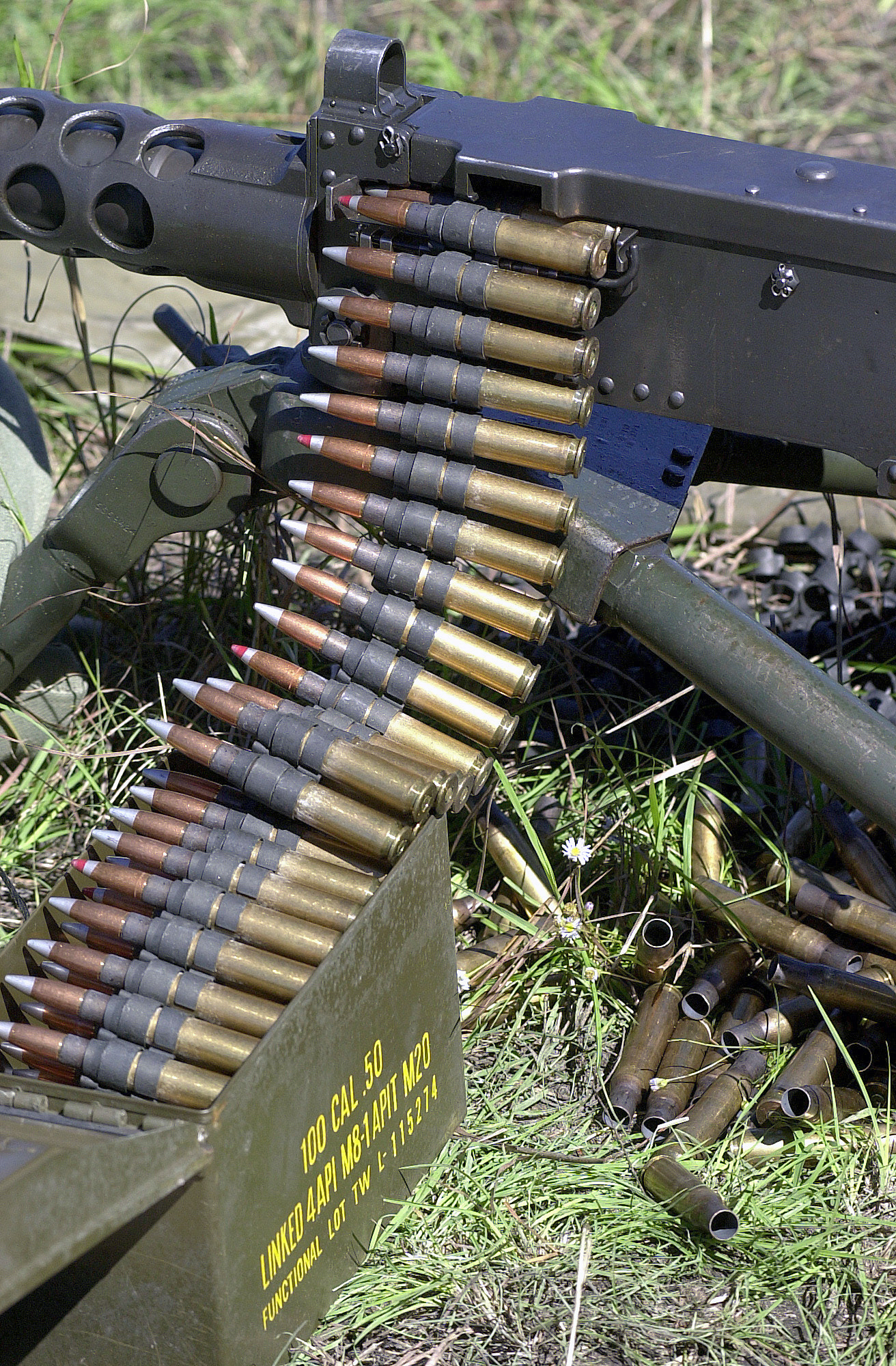
Mitragliatrice Browning M2 pronta al tiro. Le munizioni traccianti, del tipo Armor-Piercing-Incendiary-Tracer M20 sono quelle con la punta di colore rosso.

Le munizioni traccianti (o anche proiettili traccianti) sono speciali proiettili modificati per ospitare una piccola carica pirotecnica alla base.

## Funzionamento
La carica si accende all'atto dello sparo e genera una luce molto intensa che rende il proiettile visibile a occhio nudo durante la sua traiettoria. In questo modo, è possibile comprendere immediatamente il percorso coperto dai proiettili sparati e l'eventuale scostamento rispetto ai bersagli, in modo da poter aggiustare il tiro.

## Utilizzo

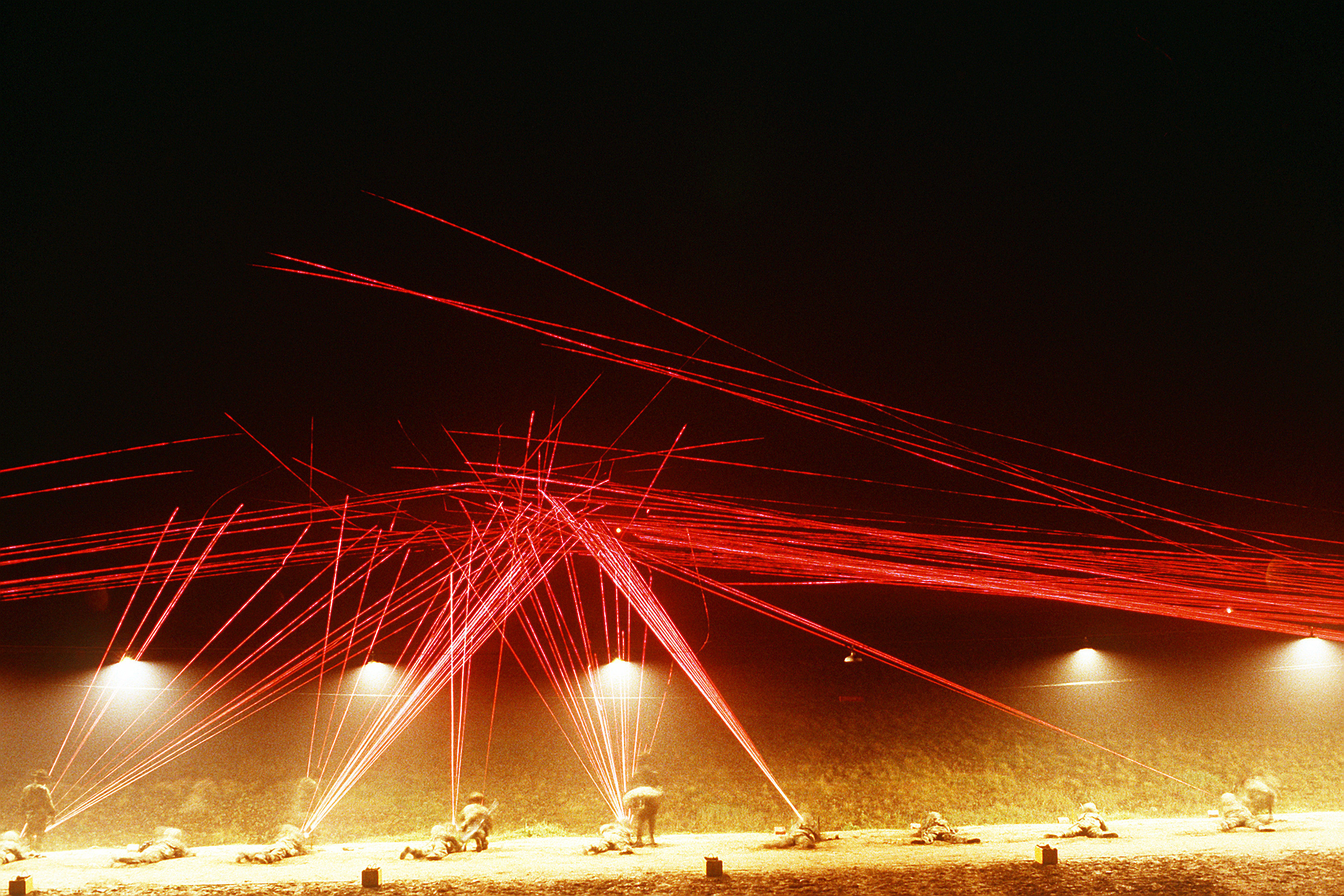
Proiettili traccianti durante una esercitazione a fuoco notturna.

Sono di norma caricati ogni cinque cartucce nei nastri delle mitragliatrici. I capi squadra o plotone, a volte caricano i loro caricatori interamente con proiettili traccianti, in modo da indicare ai propri soldati gli obiettivi da colpire. Sono utili ad esempio in operazioni difensive notturne, in quanto una mitragliatrice dotata di traccianti, sparando verso il nemico, lo evidenzia agli occhi di tutte le altre postazioni.
Alcuni traccianti sono talvolta inseriti al termine di un nastro di munizioni o di un caricatore, per avvisare il tiratore della possibilità di avere in breve la propria arma scarica. Questo accorgimento può essere particolarmente utile per le armi che non lasciano l'otturatore aperto quando il caricatore ha esaurito i colpi, come l'AK-47. Nel corso della seconda guerra mondiale la tecnica era usata dall'aviazione sovietica per le mitragliatrici sugli aerei.
Lo svantaggio di questa tecnica era però di avvisare anche il nemico del fatto che il suo nemico era a corto di munizioni e quindi più vulnerabile. Per le forze di terra, l'informazione non costituisce in genere un vantaggio tattico apprezzabile, in quanto normalmente le formazioni coordinano il tiro con le armi, con lo scopo di offrire copertura mantenendo un costante volume di fuoco durante il cambio del nastro di una mitragliatrice o del caricatore delle armi portatili.